# Corone egizie

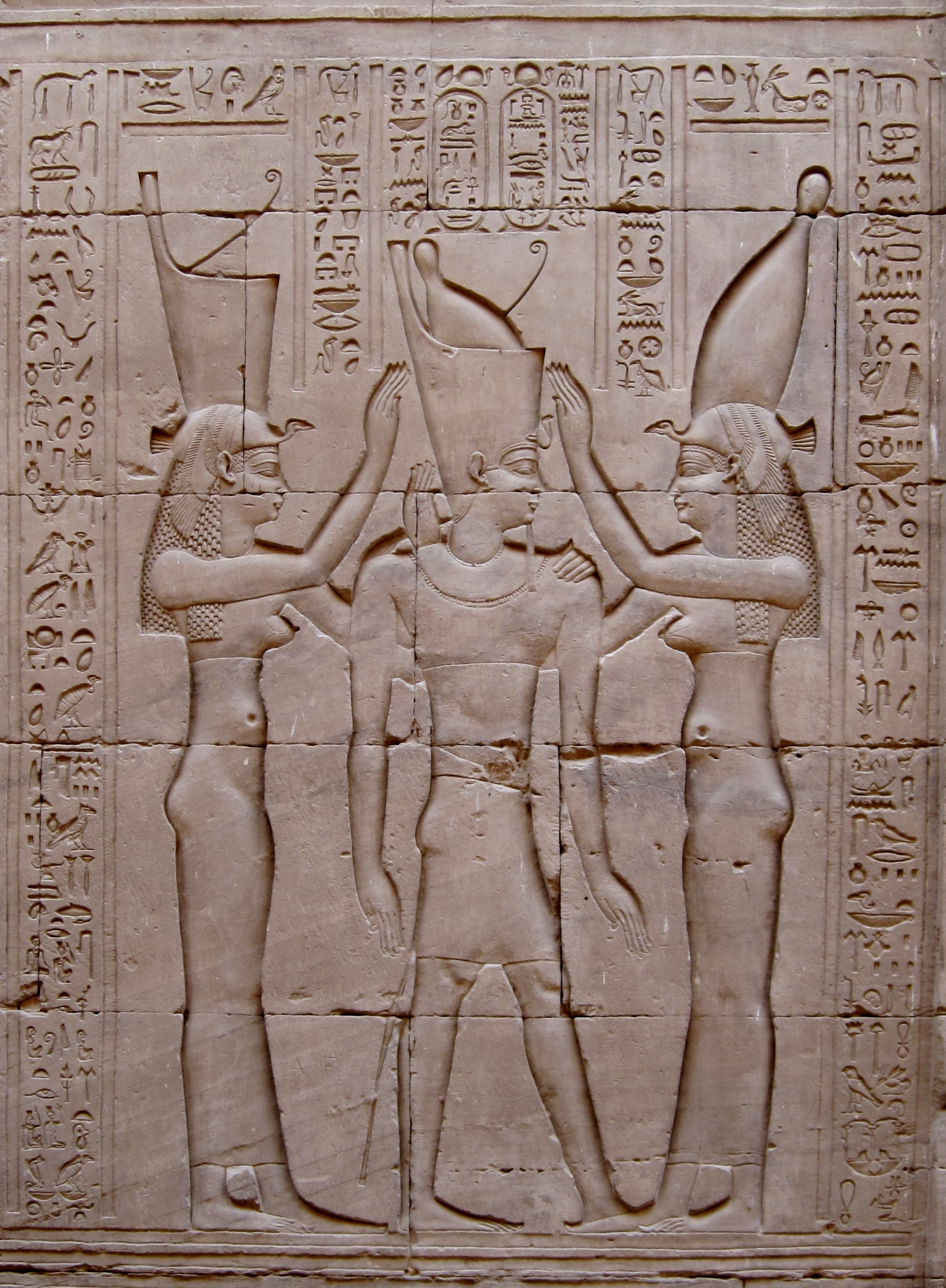
Rilievo raffigurante l'incoronazione del faraone tolemaico Tolomeo VIII da parte delle dee Uadjet (dea del Basso Egitto) e Nekhbet (dea dell'Alto Egitto), 130 a.C. ca. (Tempio di Horus, Edfu)

La Corona per l'antico popolo della valle del Nilo, era riservata alle divinità ed al sovrano come simbolo del potere con attributi magici-identificativi e fin dal periodo predinastico l'iconografia egizia e la statuaria ne mostrano un numero notevole, assimilando ad essa anche il copricapo ed il simbolo.
Con significato emblematico, le corone occupavano il punto più elevato del corpo e lo superavano implicando quindi il concetto di superamento, perfezione e superiorità ma altri significati erano dati dal materiale con le quali erano realizzate e dalla loro forma.
Alcune corone, molte delle quali estremamente variegate, erano esclusive di una divinità mentre altre erano intercambiabili, tanto che persino il sovrano, divinità egli stesso, veniva rappresentato con le medesime corone degli dei. Quelle prettamente regali venivano chiamate "le grandi di magia" ed un testo ci narra che il re defunto divorava corone per acquisire la loro potenza e forza nel periglioso viaggio nell'Oltretomba. 
Esse erano generalmente affidate ad un nobile, dignitario di corte, che prendeva il titolo di "Guardiano della corona che adorna il re" oppure "Intimo consigliere delle due corone".
Verso il Periodo saitico alcune di queste corone divennero molto complesse e pesanti, con l'aggiunta di corna ritorte, dischi solari e urei, tanto che gli egittologi ne hanno ipotizzato uno scarso uso. Ulteriore caratteristica era la sovrapposizione di più corone.
Per le corna d'ariete, usate nella decorazione delle corone, occorre precisare che l'ariete con le corna orizzontali a spirale era Ovis longipes palaegypticus già estinto verso la XII dinastia egizia quando apparve l'ariete sheft, detto anche montone sahariano, ossia Ovis platyra aegyptiaca che era quello con le spesse corna ritorte.

## Tabella delle principali corone regali e copricapi divini
| Immagine | Nome                                     | Componenti                                                                                            | Indossata da                                                                            | Nell'arte                                          |
| -------- | ---------------------------------------- | --- | --------------------------------------------------------------------------------------- | -------------------------------------------------- |
|          | Atef                                     | Corona bianca hedjet con piume di struzzo                                                             | Osiride, Sokar, Anat, Hershef e altri                                                   | Osiride (dalla tomba di Nefertari)                 |
|          | Deshret (Corona Rossa)                   | Ureo (cobra sporgente)                                                                                | Il faraone come re del Basso Egitto, gli dei Horus, Uadjet, Amonet e Neith              | Uccisore di leone (ostrakon del Nuovo Regno)       |
|          | Hedjet (Corona Bianca)                   | Avvoltoio                                                                                             | Il faraone come re dell'Alto Egitto, gli dei Horus e Nekhbet                            | Ahmose I o Amenofi I (XVIII dinastia)              |
|          | Hemhem                                   | Tre elaborate corone atef, corna ovine, ureo e avvoltoio                                              | Faraoni, sovrani stranieri, dei come Horus, Heka e altri                                |                                                    |
|          | Khepresh (Corona Blu o Corona di guerra) | Ureo                                                                                                  | I faraoni del Nuovo Regno in battaglia e in particolari cerimonie                       | Akhenaton (XVIII dinastia)                         |
|          | Nemes                                    | Cuffia rigonfia con due ali che cadono sul petto, ureo, avvoltoio (spesso sormontata da altre corone) | Faraoni                                                                                 | Maschera funeraria di Tutankhamon                  |
|          | Pschent Corona Doppia                    | Corona rossa e bianca (deshret e hedjet), ureo e avvoltoio                                            | I faraoni come re dell'Alto e Basso Egitto, gli dei Horus, Seth, Atum, Mut, Ihi e altri | Tolomeo VI (III-II secolo a.C.)                    |
|          | Corona a cuffia                          | Zucchetto, nastro posteriore, ureo                                                                    | Generalmente faraoni                                                                    | Ramses III (XX dinastia) dalla tomba di Khaemuaset |

## Corone regali
Relativamente al nemes, pschent, desheret, khedyet e khepresh si rinvia all'apposita voce Antico Egitto.
Per completezza aggiungiamo:
- Khat: era una corona più semplice del nemes, le punte invece di cadere in avanti, venivano intrecciate sulla schiena coprendo le orecchie. Spesso veniva rappresentata come una parrucca e con l'aspetto di rete, raramente era fatta in tessuto a strisce. Era provvista di un cerchio decorato anteriormente con un cobra e un avvoltoio che rappresentavano le Due Terre.

- Diadema: era la corona più semplice con la quale il sovrano compariva in pubblico. Sul diadema, il corpo sinuoso dell'ureo costituiva la parte superiore mentre la testa era posizionata in corrispondenza della fronte. Due elementi in oro pendevano nella parte posteriore. L'ureo reale rappresentava la forza del sovrano e lo difendeva dai nemici con il suo "soffio di fuoco". Spesso questa semplice corona veniva sovrapposta alle altre.

- Avvoltoio: era la tipica corona aurea delle regine e veniva portata sopra la parrucca. L'avvoltoio era raffigurato con le ali aperte, ricadenti ai lati del volto. Sopra poteva essere posta un'ulteriore corona con il disco solare, due alte piume di struzzo e, qualche volta, anche l'ureo. Questa corona era simbolo della dea madre Mut, che era raffigurata come avvoltoio ed era portata anche da altre dee.

- Modio: copricapo o corona a forma di vaso o canestro svasato verso l'alto. Poteva essere impreziosito con urei. Era portato indifferentemente da uomini e divinità e poteva servire come base per ulteriori corone.
- Hemhemet: questa complicata corona era composta da un modio con sopra tre corone atef a fasci di papiro, recanti alla base ed in cima un disco solare e chiusi in doppie corna a forma di lira. Era sormontata da corna d'ariete e decorata con urei. Veniva indossata per indicare un atteggiamento di tipo aggressivo.

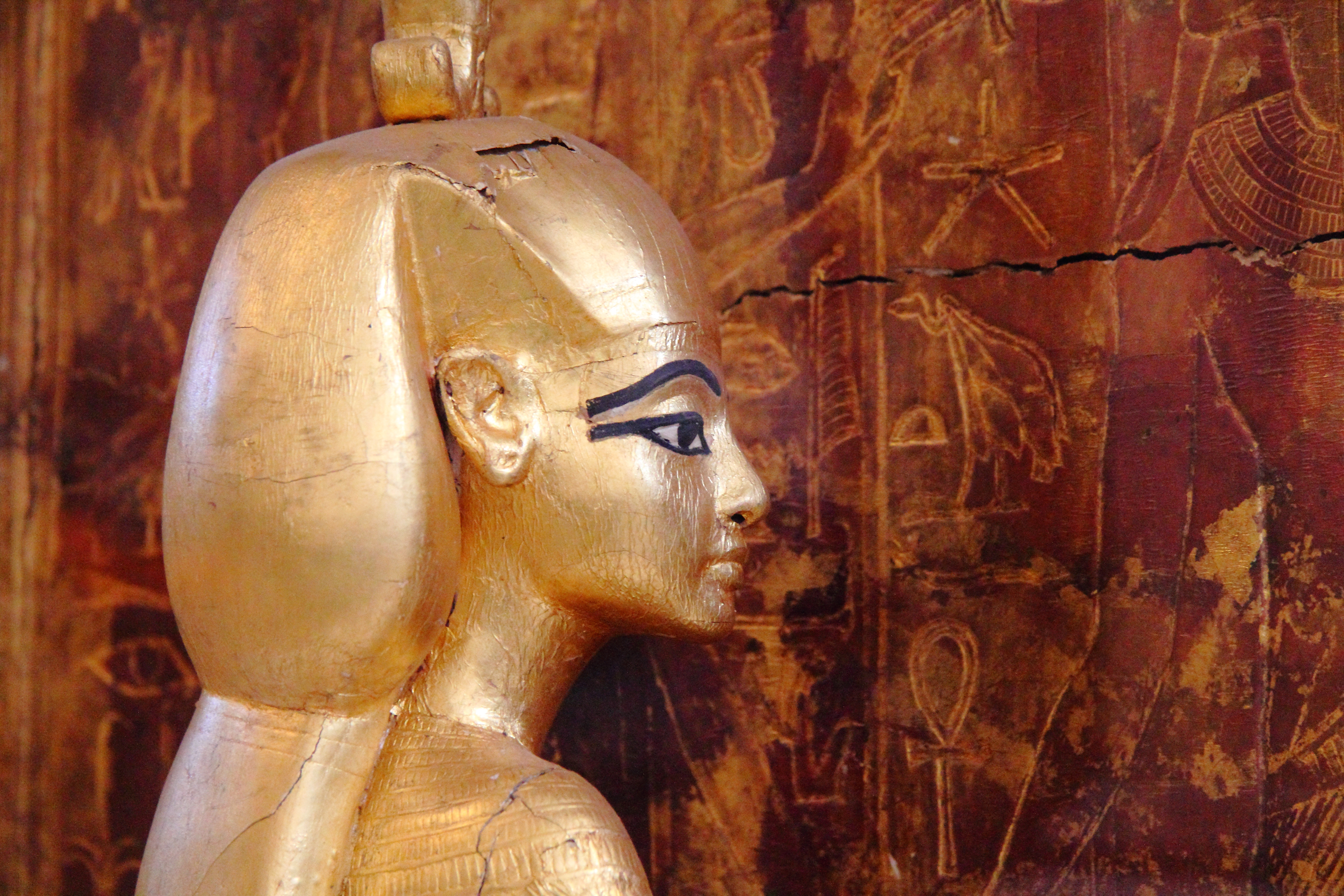
Dettaglio di una statua della dea Neith con il copricapo khat. Museo egizio del Cairo.
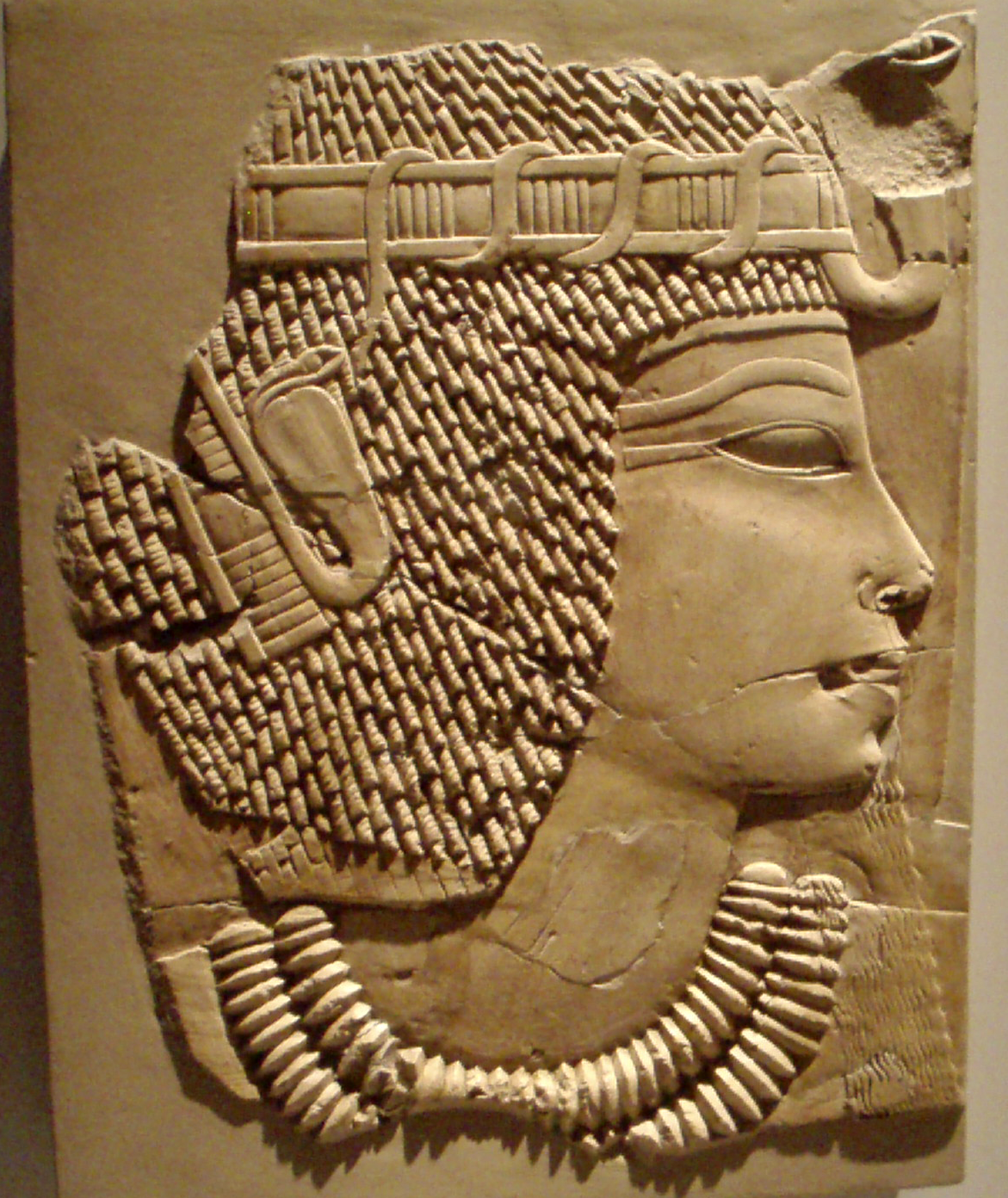
Rilievo di Amenofi III con la parrucca sormontata da un elaborato diadema con più urei. Altes Museum, Berlino.
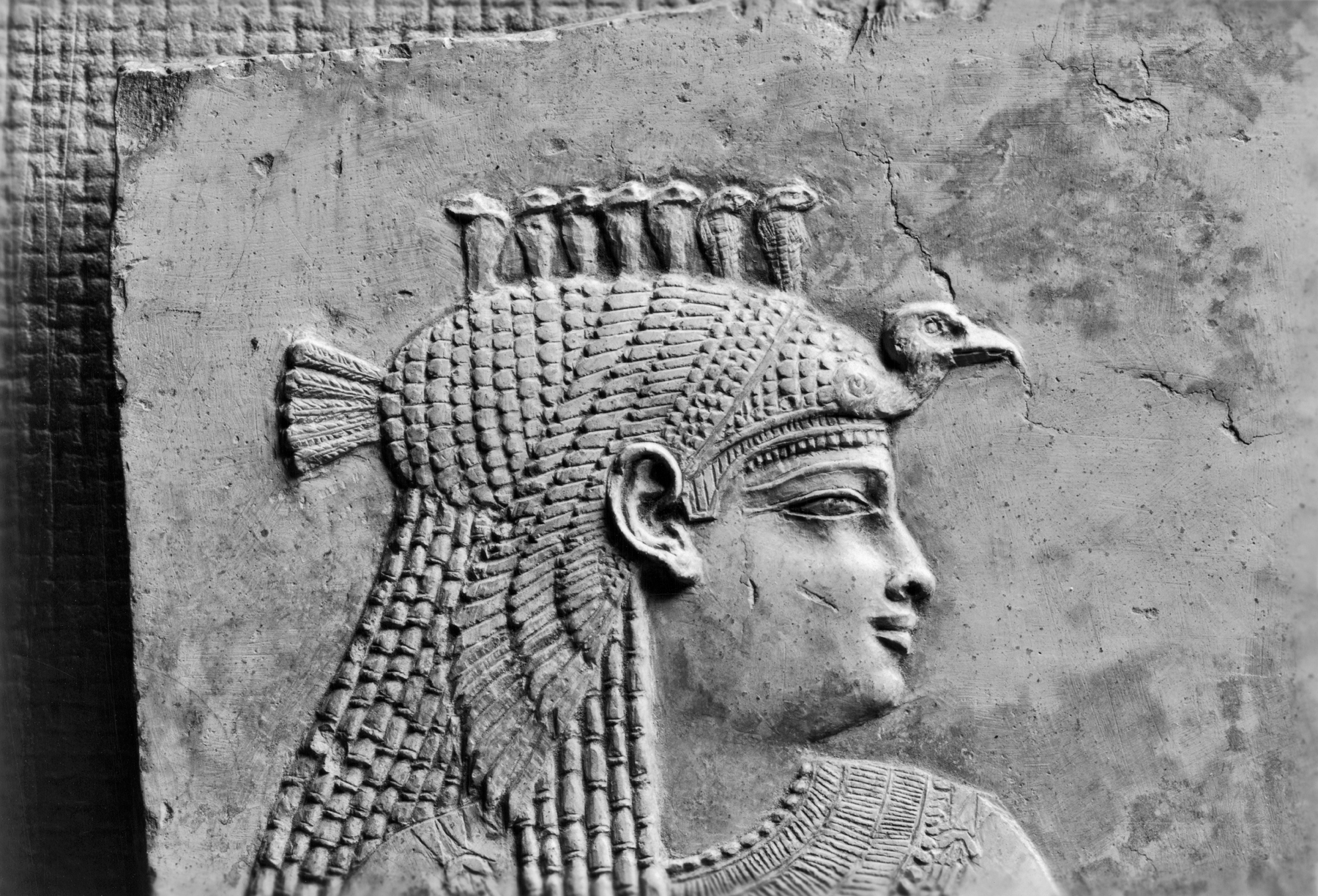
Rilievo di una regina con il copricapo-avvoltoio. Walters Art Museum, Baltimora.
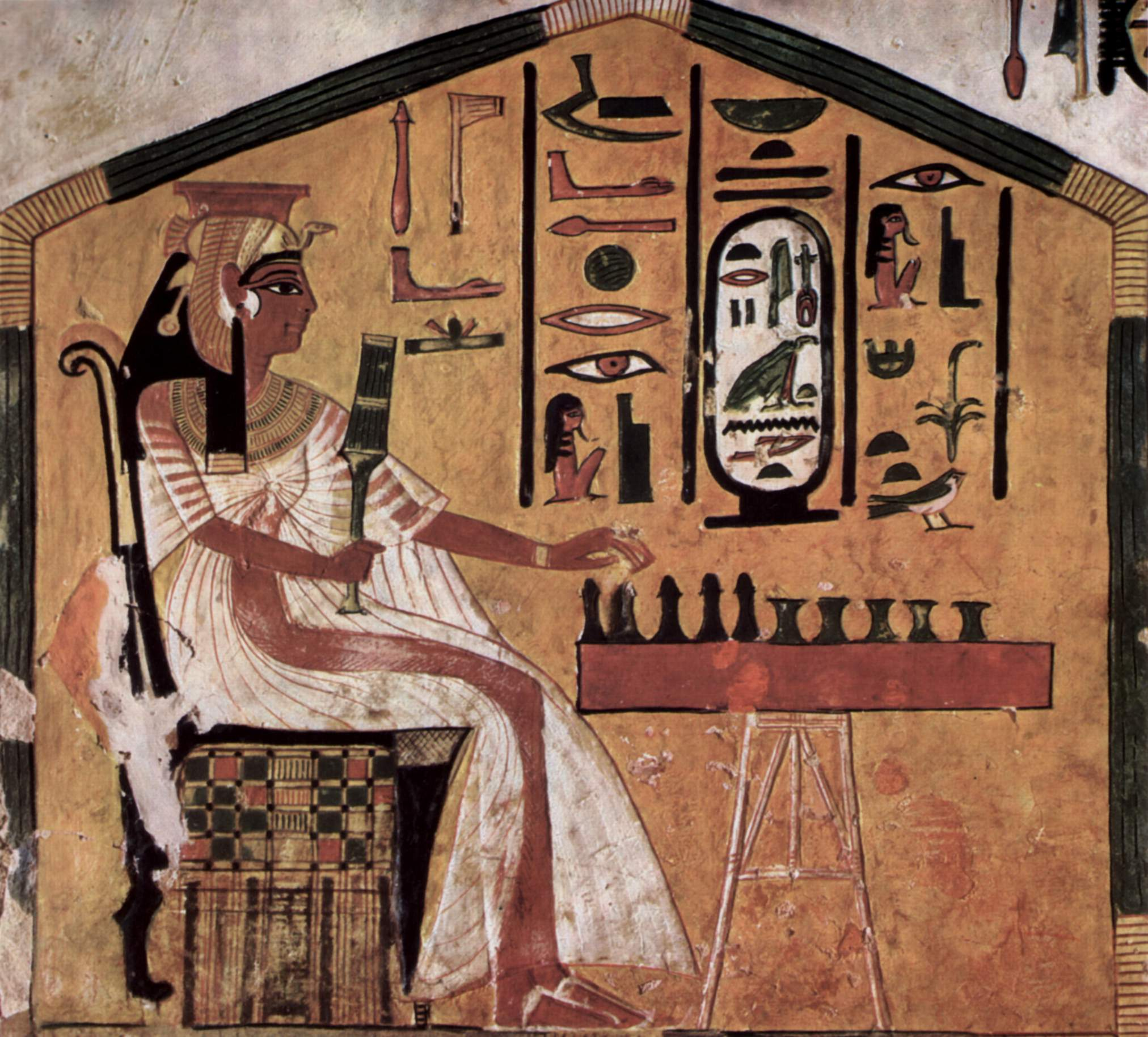
Nefertari, con il copricapo-avvoltoio e il modio, dalla sua tomba nella Valle delle Regine.
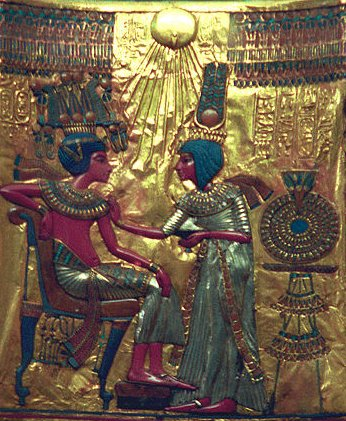
Tutankhamon, a sinistra, con la corona hemhemet. Schienale di un trono di Tutankhamon Museo egizio del Cairo.

## Copricapi di divinità
I due copricapi più ricorrenti nell'iconografia delle divinità egizie sono:
- il disco solare con due corna a forma di lira: questo copricapo era tipico delle divinità femminili ed era formato dal disco solare tra due corna a forma di lira. Era tipico della dea Hathor e, verso la fine della XXVI dinastia, anche della dea Iside. La distinzione tra le due dee è rappresentata dalle piccole orecchie di vacca (mucca o toro) di Hathor.
- Atef: simbolo di Osiride e uno dei copricapi più comuni nelle immagini delle divinità. Era formato dalla Corona bianca completata da due piume di struzzo (simboleggianti Maat, cioè la verità e la giustizia); poteva essere composto da un fascio di papiri a forma di tiara con disco solare, con corna di ariete e urei.

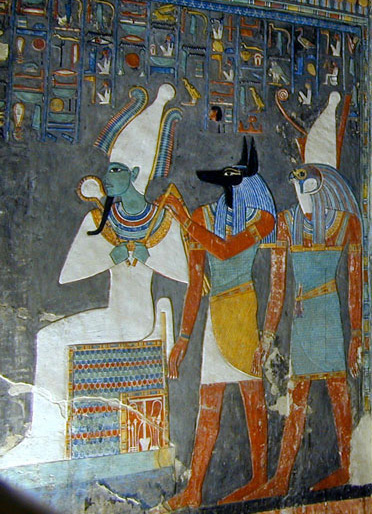
Corona atef
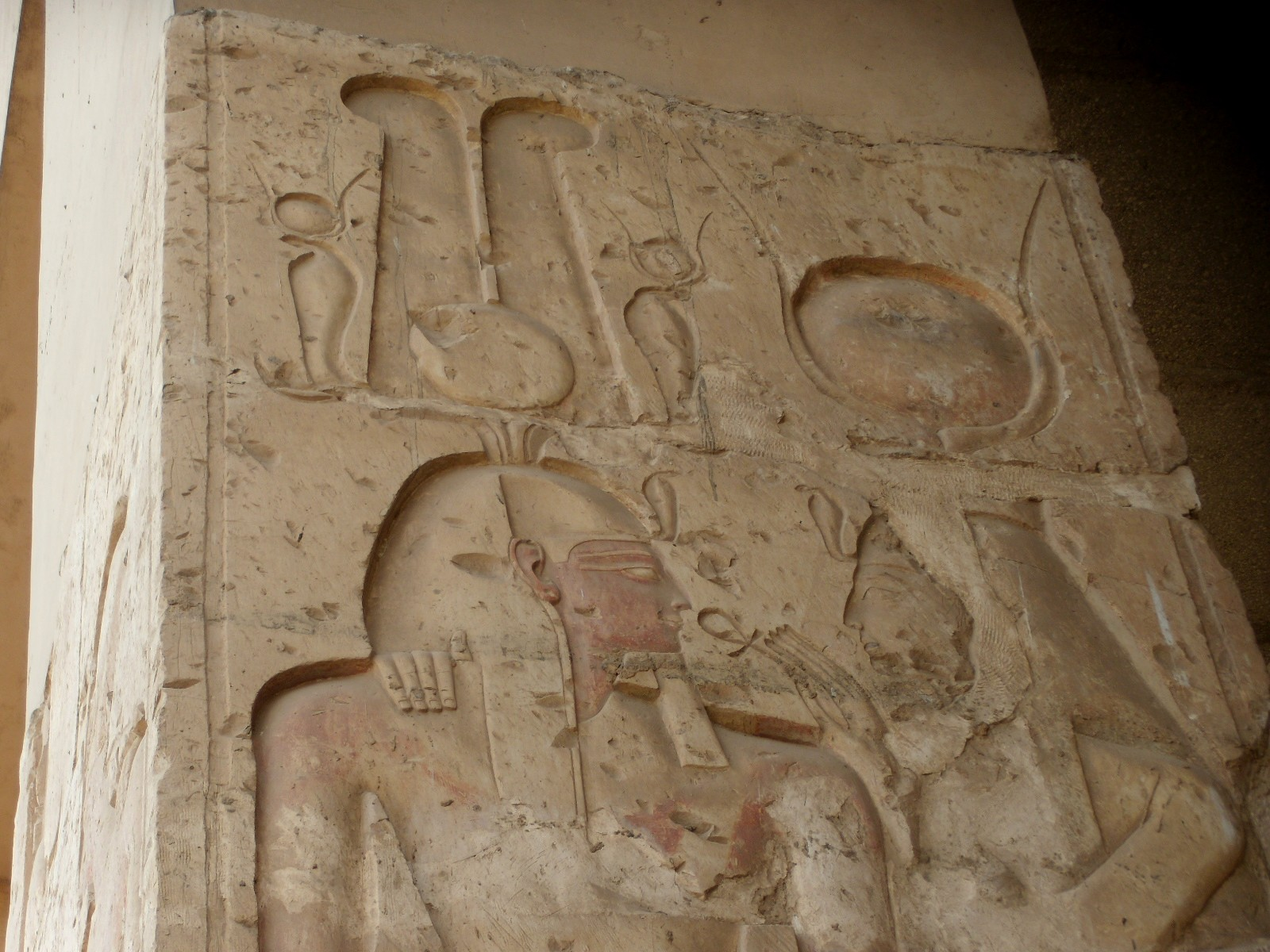
Corona con disco solare e corna a forma di lira

A partire almeno dal Nuovo Regno, fino all'epoca romana, rimase tipica del defunti la Corona di giustificazione, legata sia alla vittoria di Osiride sulla morte che ai raggi solari di Ra. Non risulta alcuna catalogazione completa dei copricapi delle divinità, per la difficoltosa decodificazione delle caratteristiche divine modificate e stratificate dal sincretismo. L'unica certezza sull'identità può essere data dal nome, scritto in geroglifico, o dal simbolo entrambi generalmente apposti sopra la testa. Poiché a ogni copricapo divino iconograficamente attestato non corrisponde un nome specifico, seguono le immagini di alcune divinità con i copricapi che generalmente le distinguevano, fermo restando il principio dell'intercambiabilità dei copricapi: 

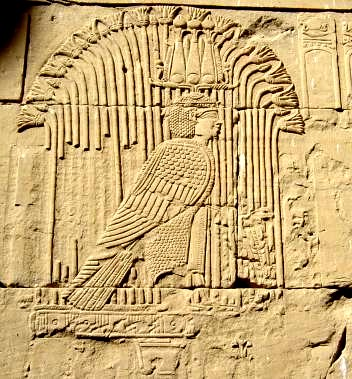
Mandulis
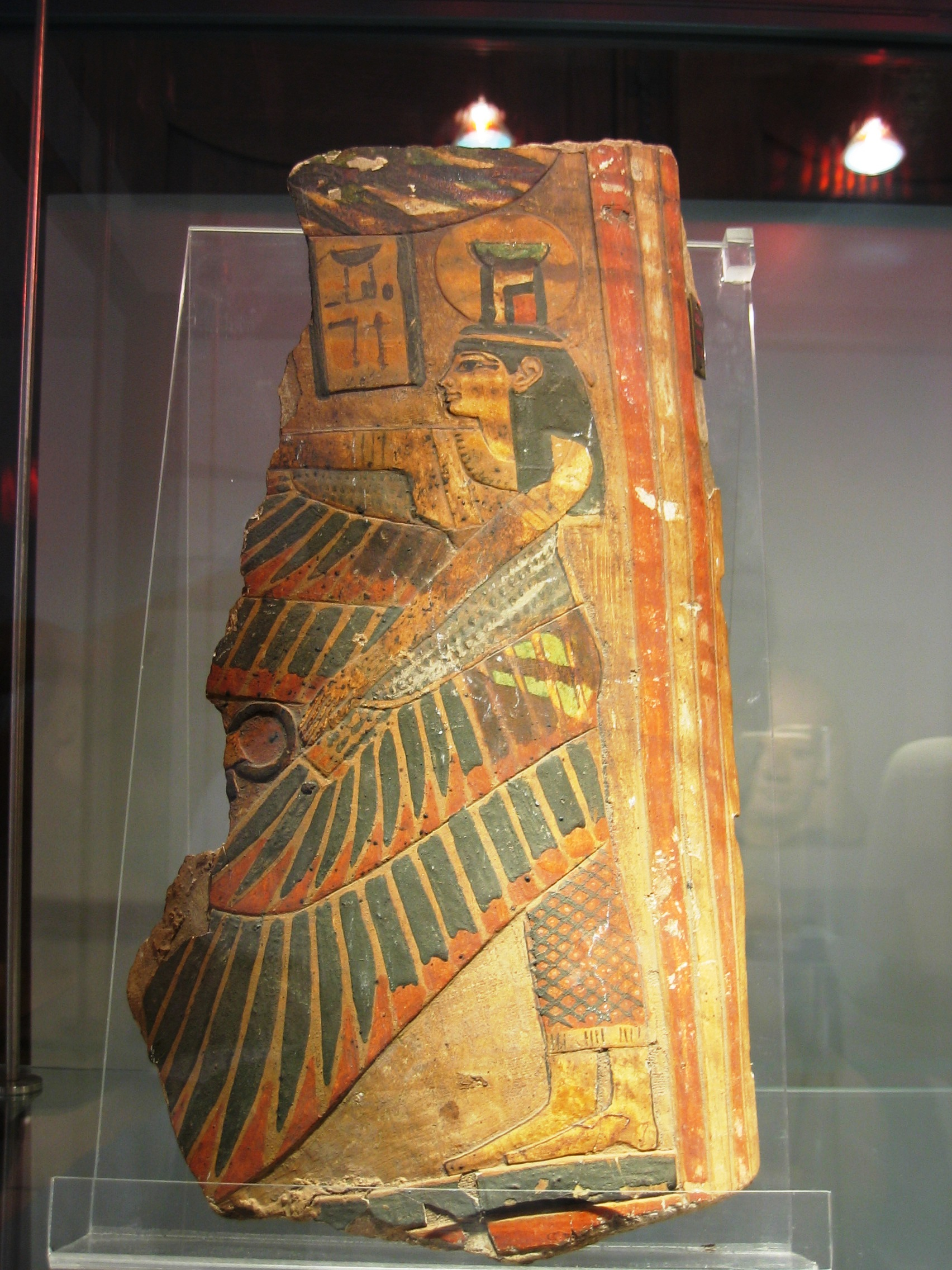
Nefti
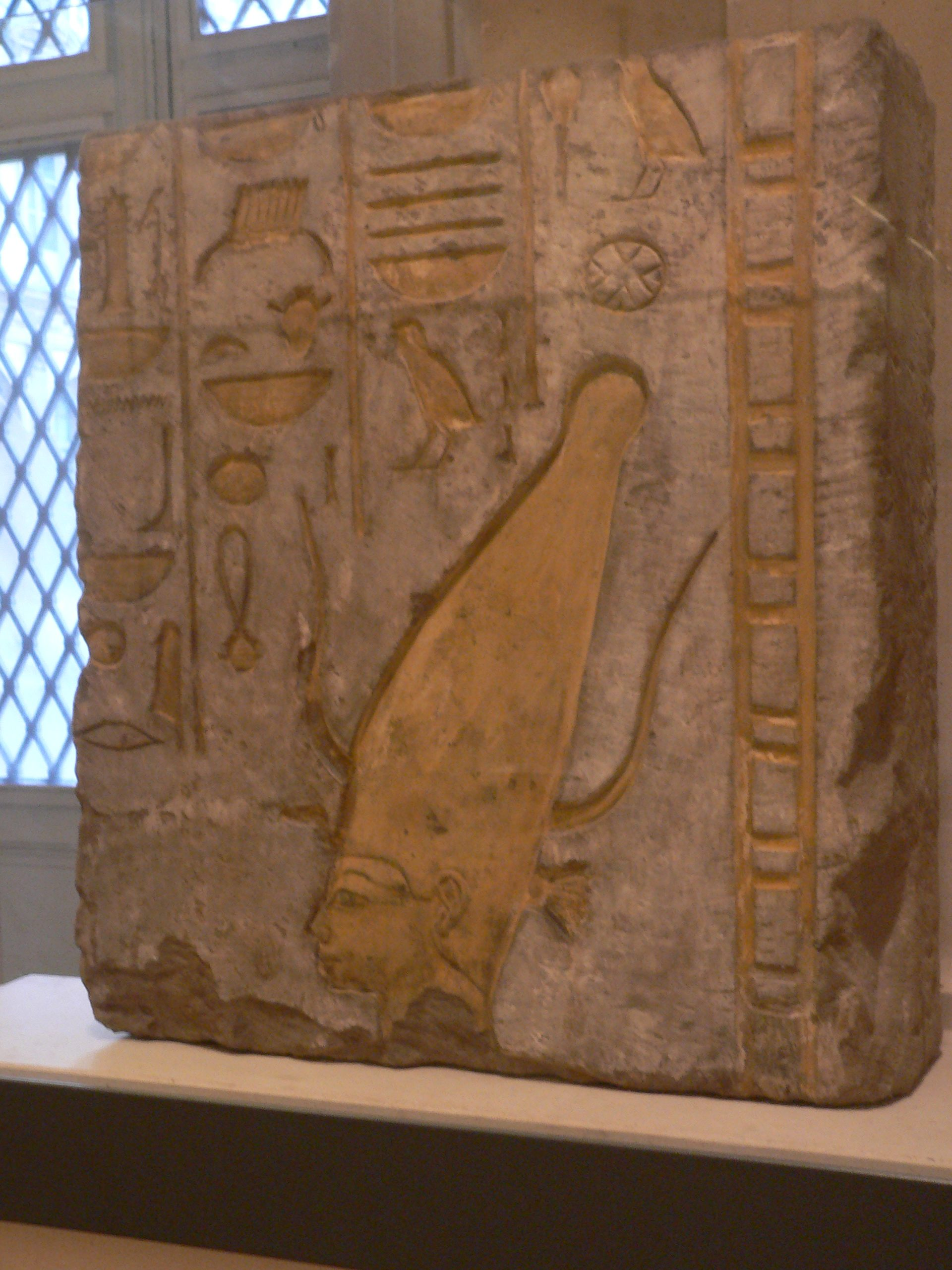
Satet
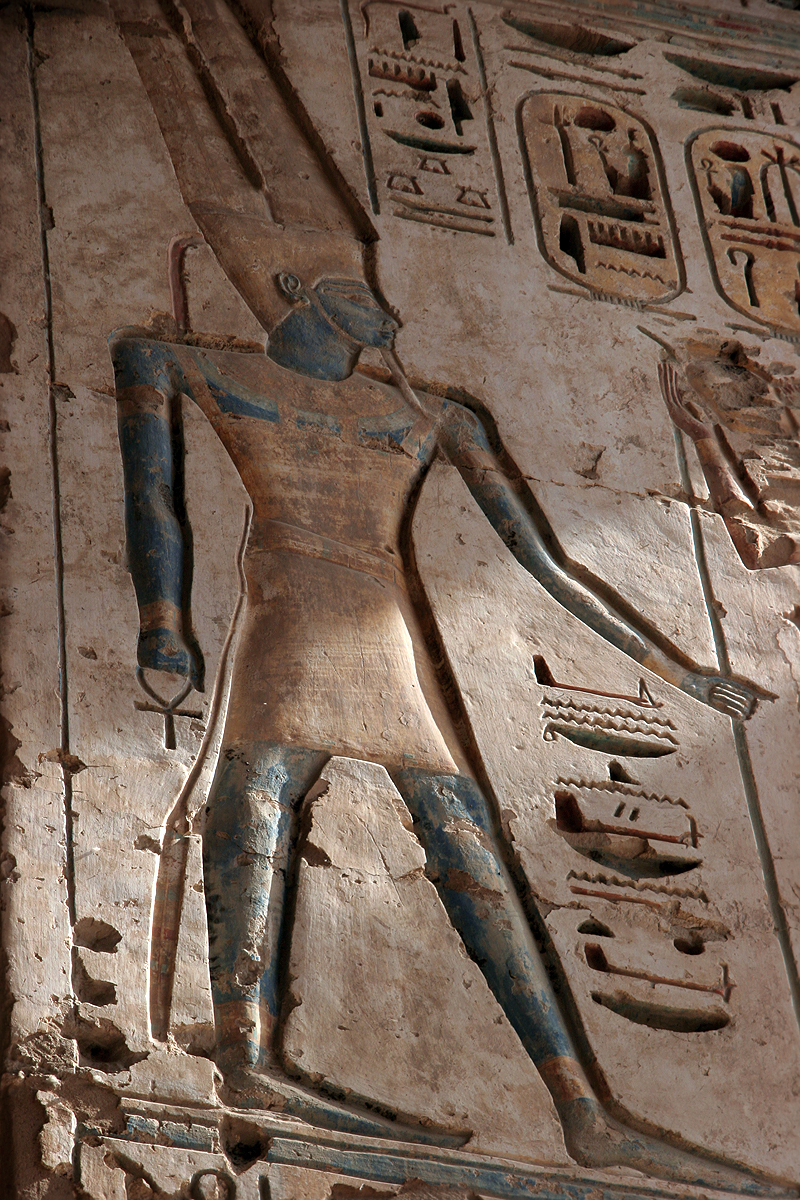
Amon, Horus, Min
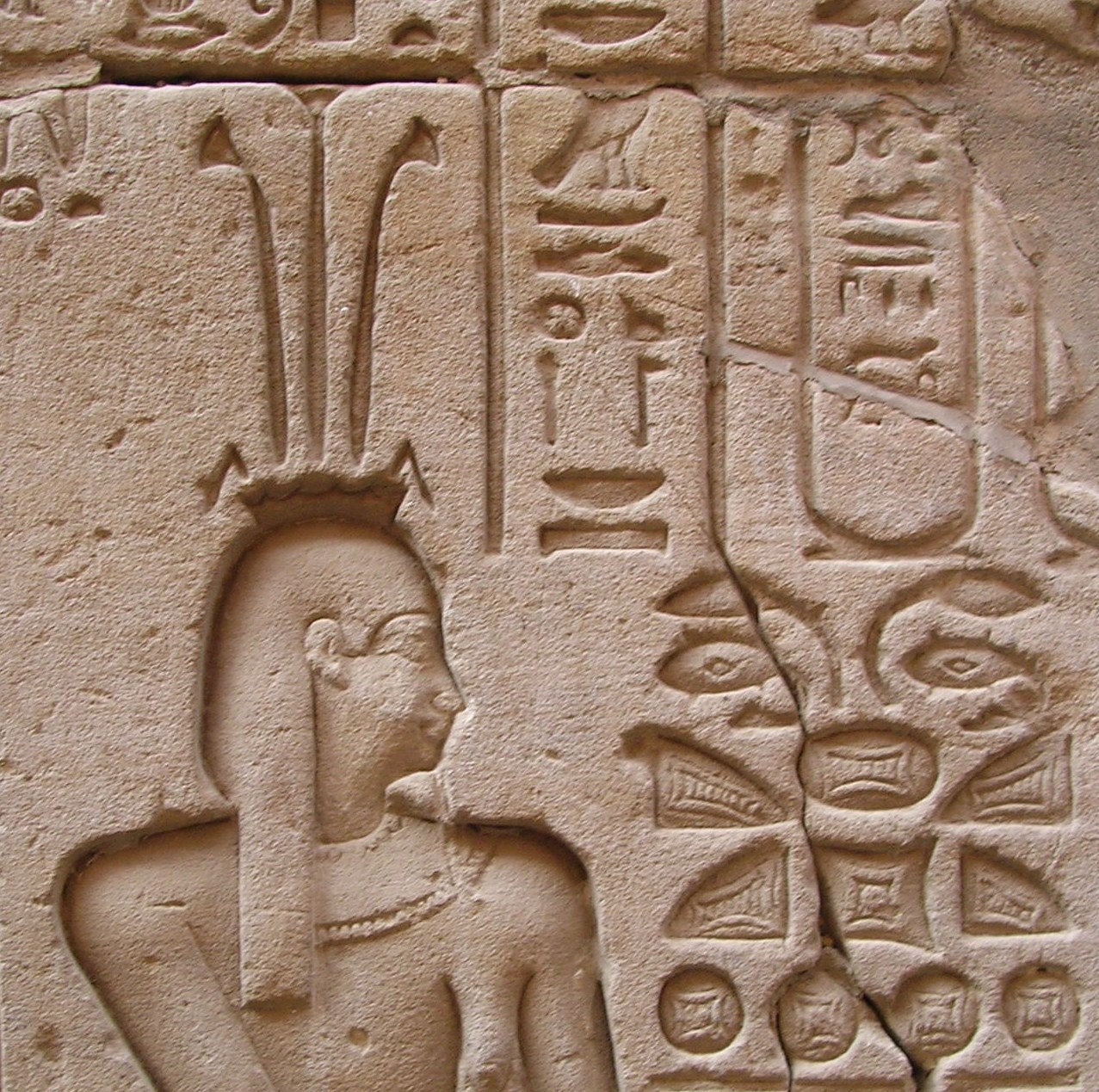
Hapy del Basso Egitto
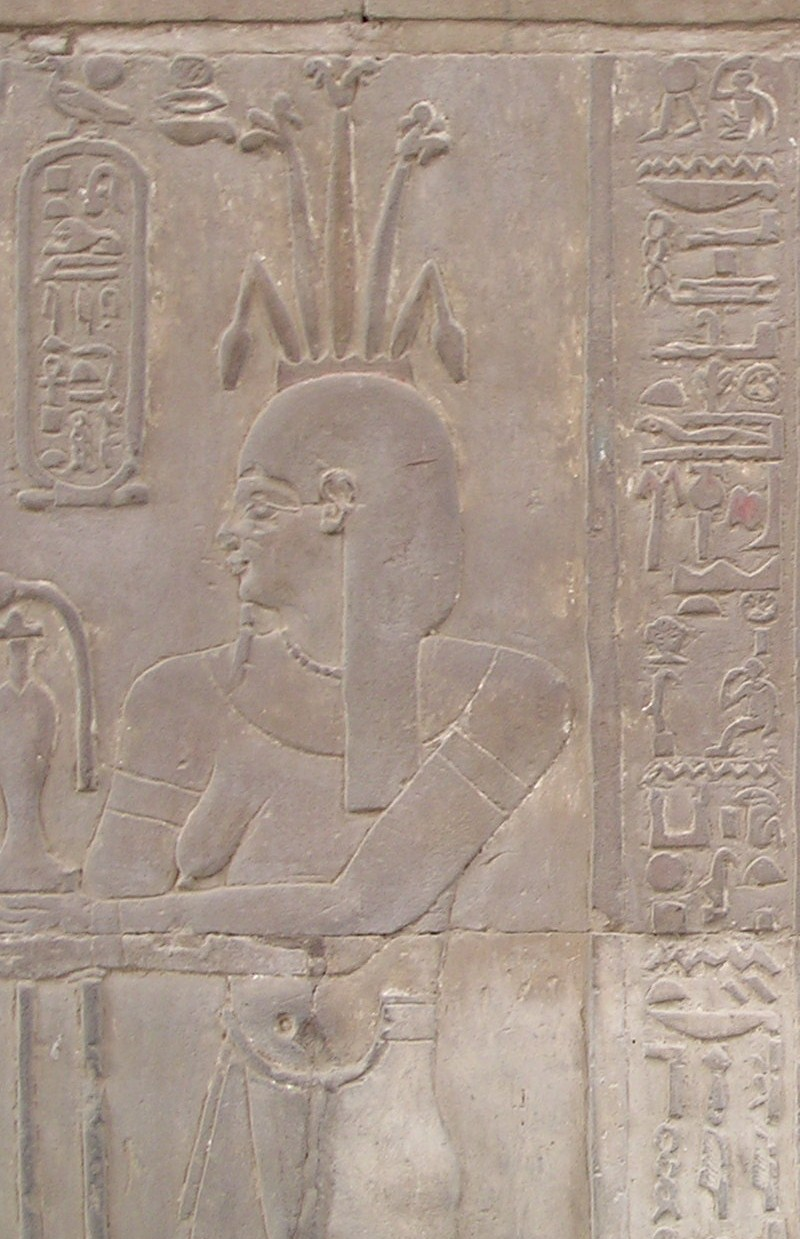
Hapy dell'Alto Egitto
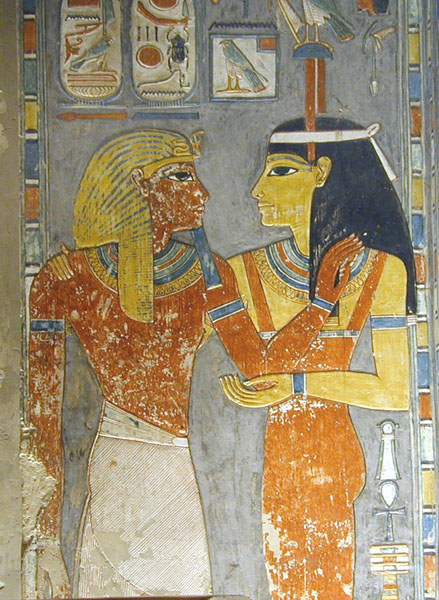
Imentet, forma sincretica di Amonet
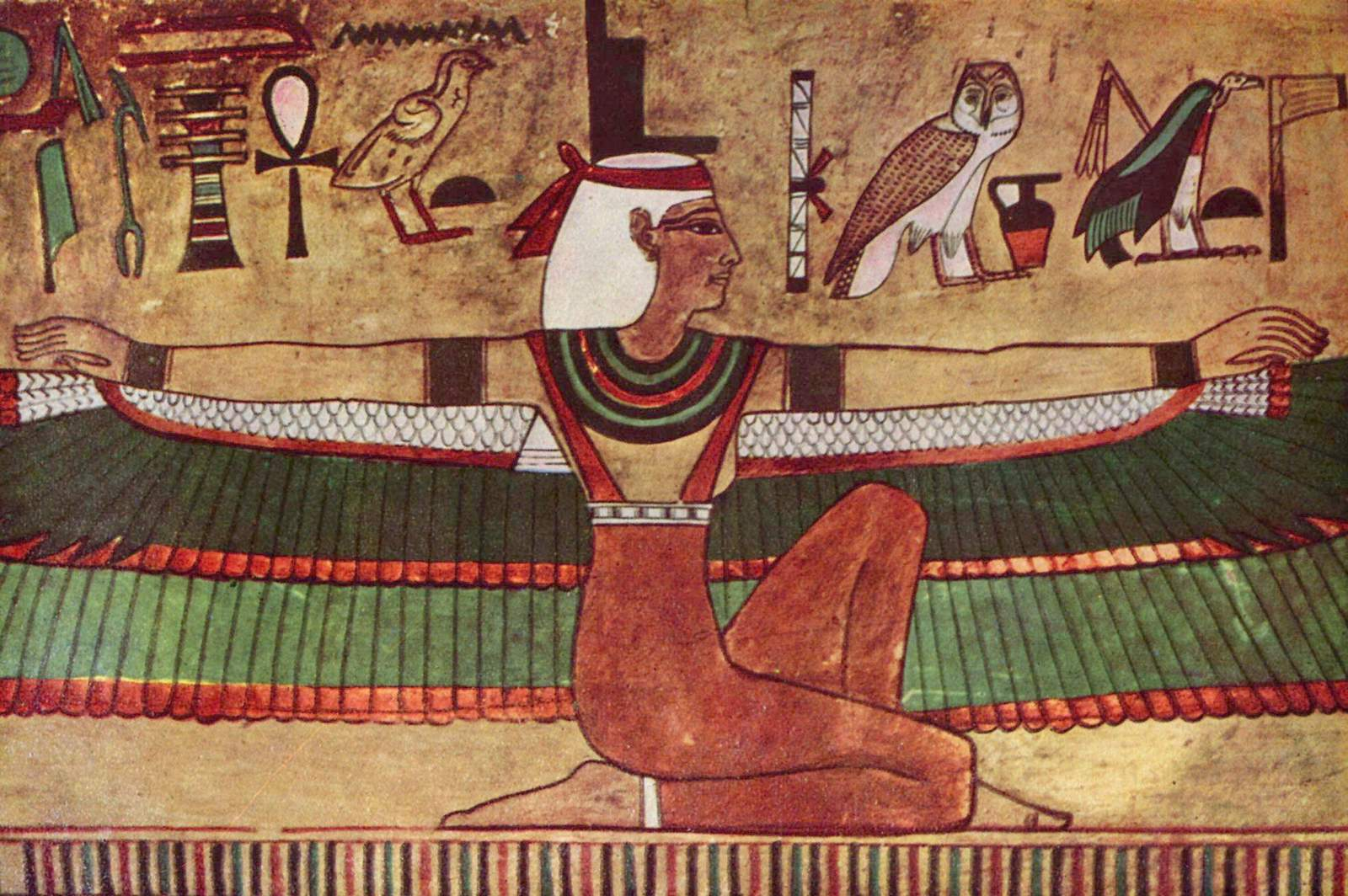
Iside
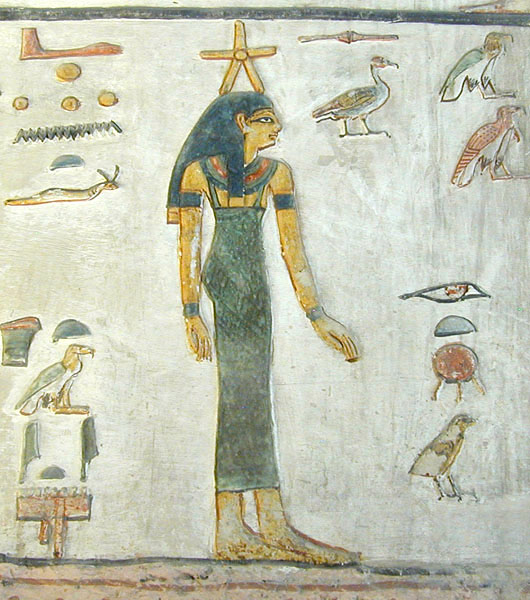
Sopedet
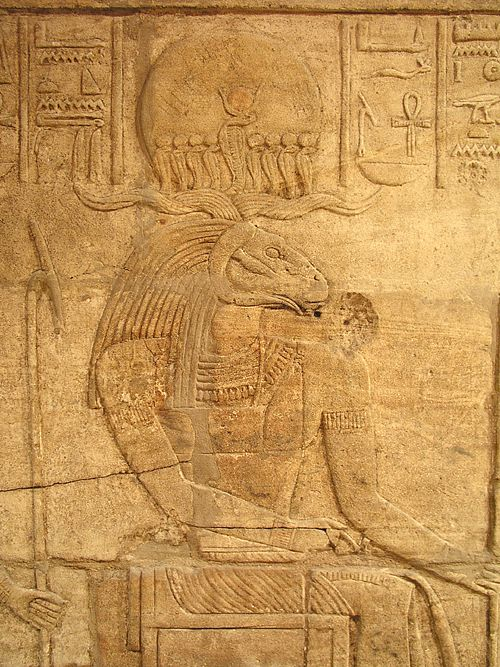
Khnum
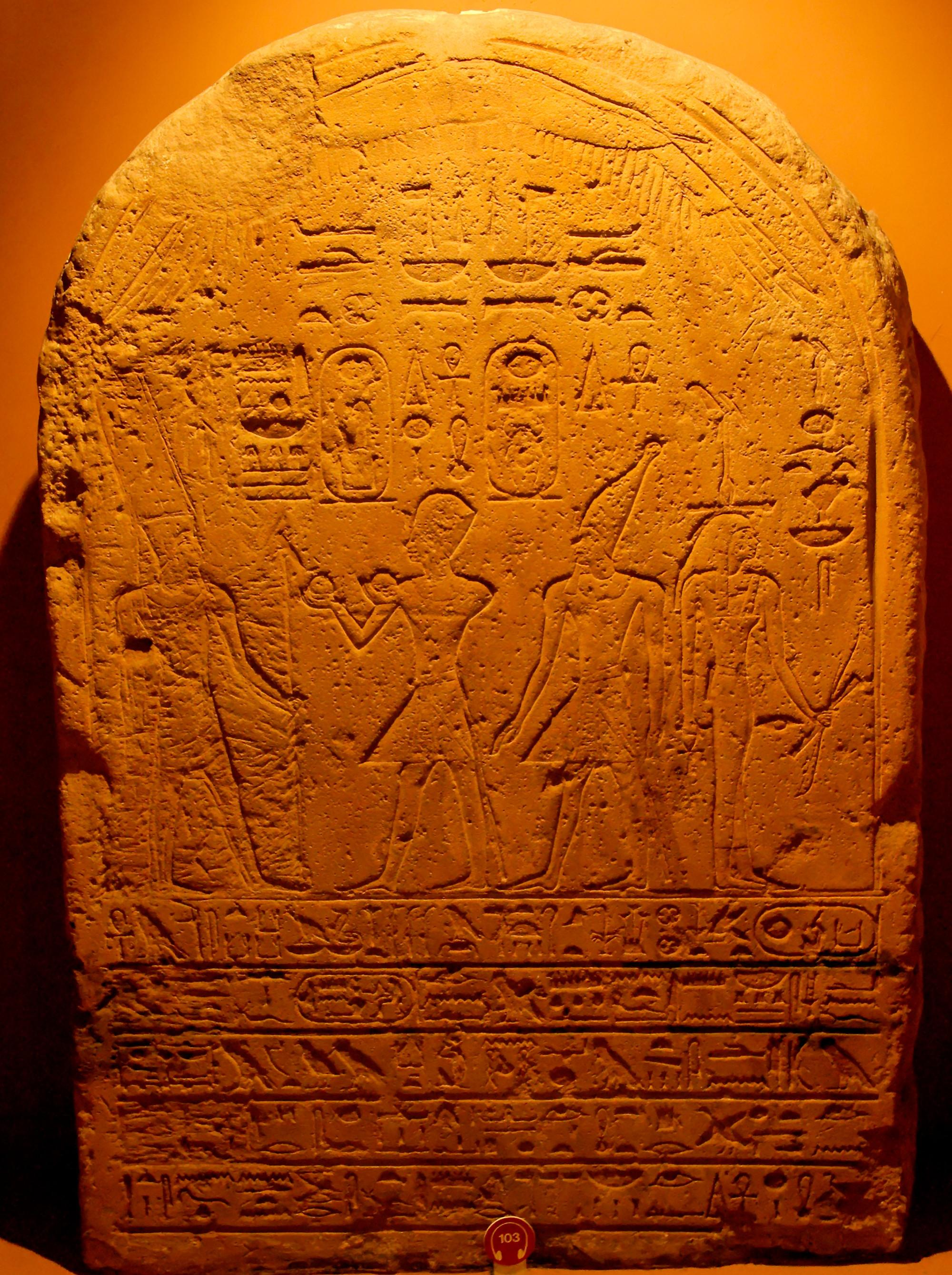
Uosret
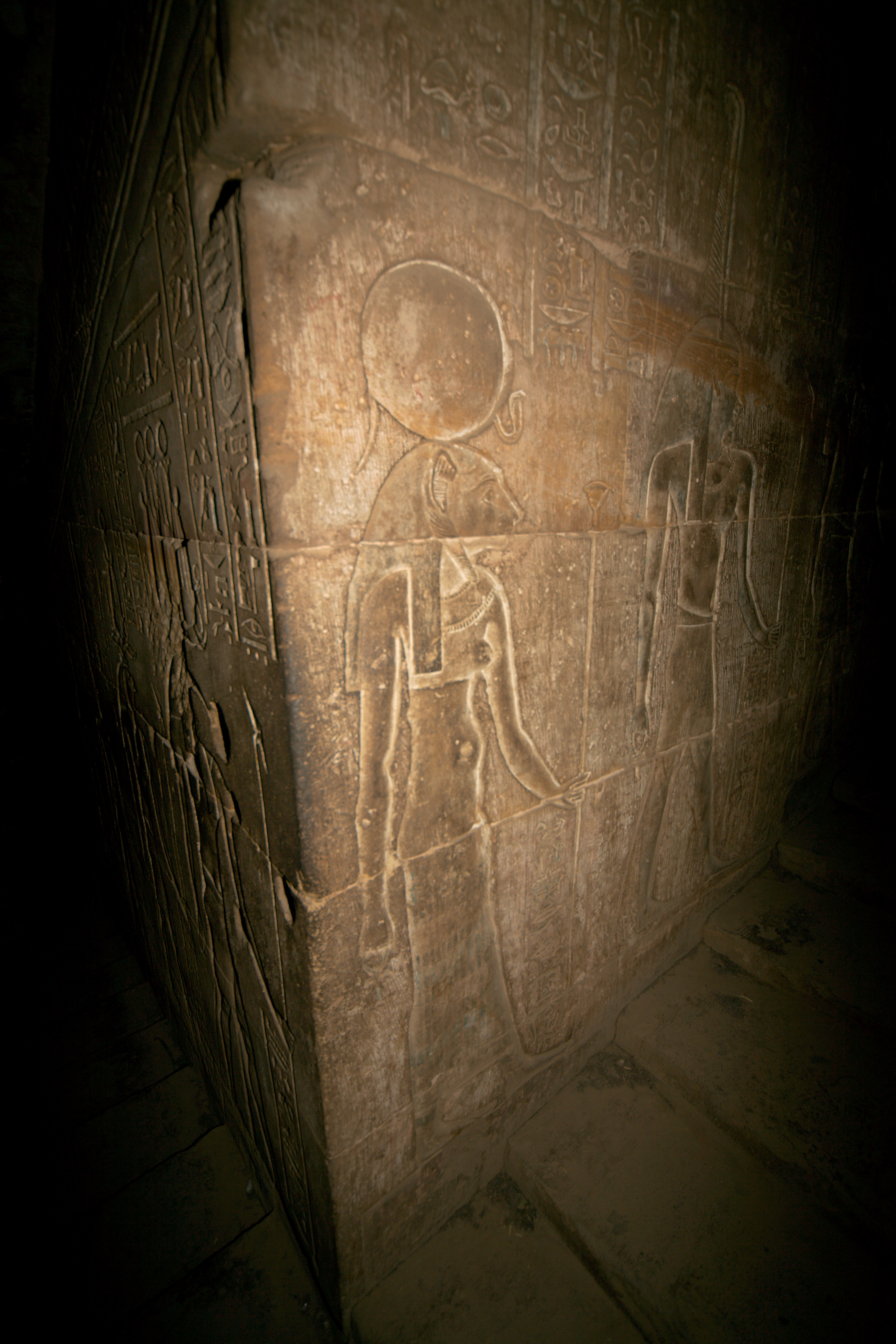
Tefnut
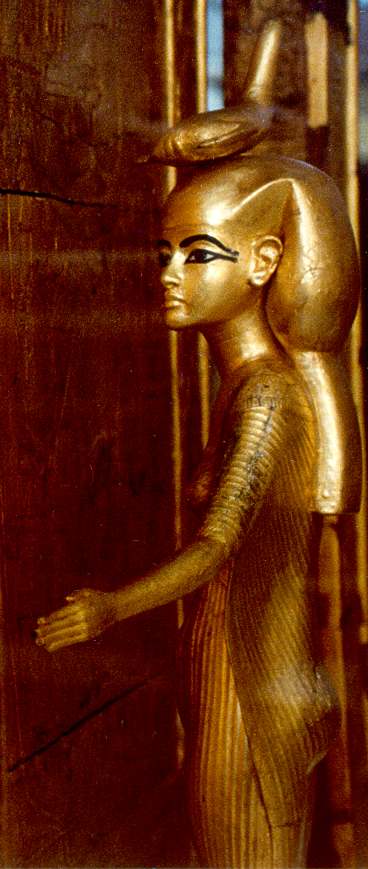
Selkis
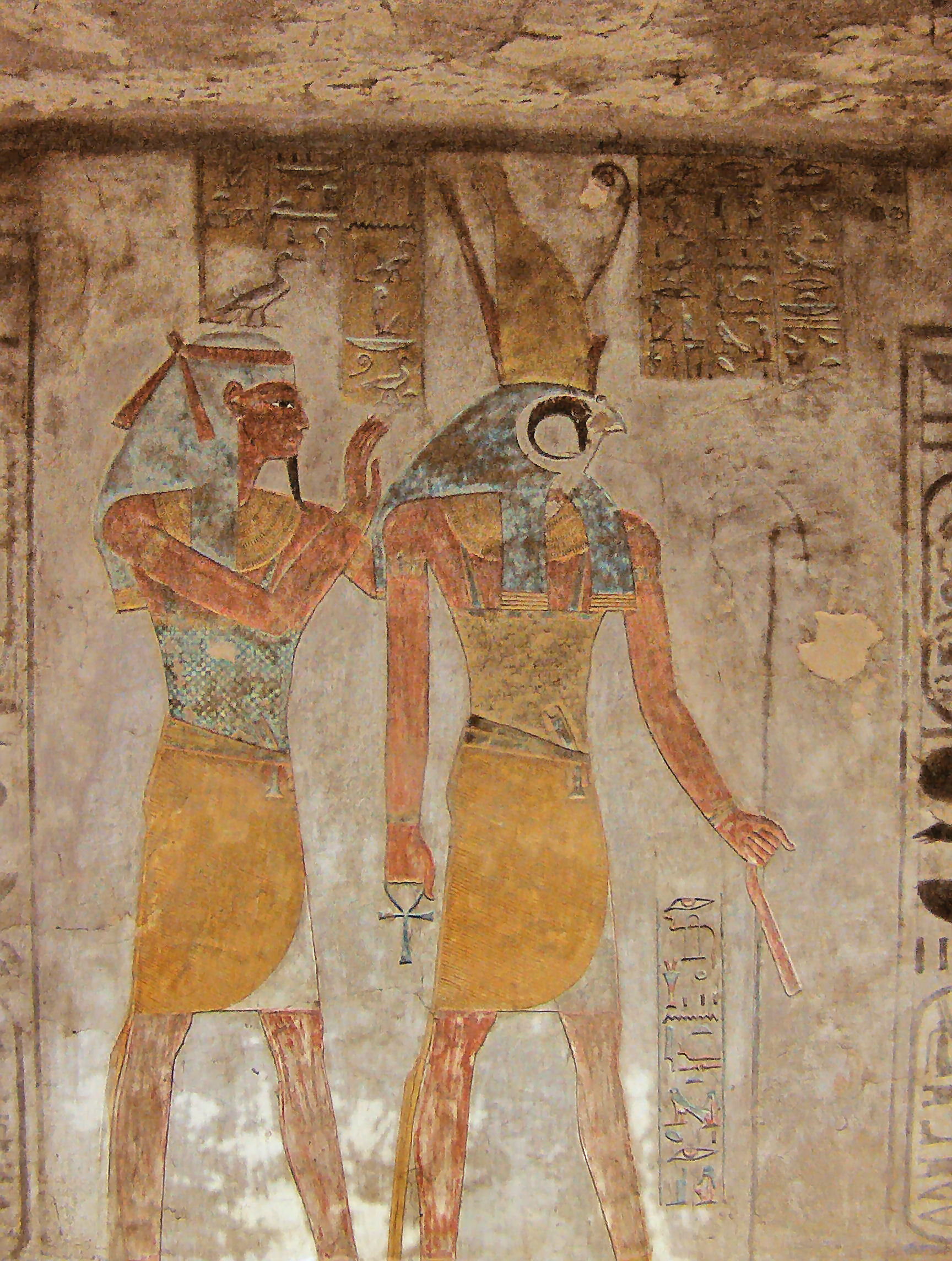
Geb ed Haroeris
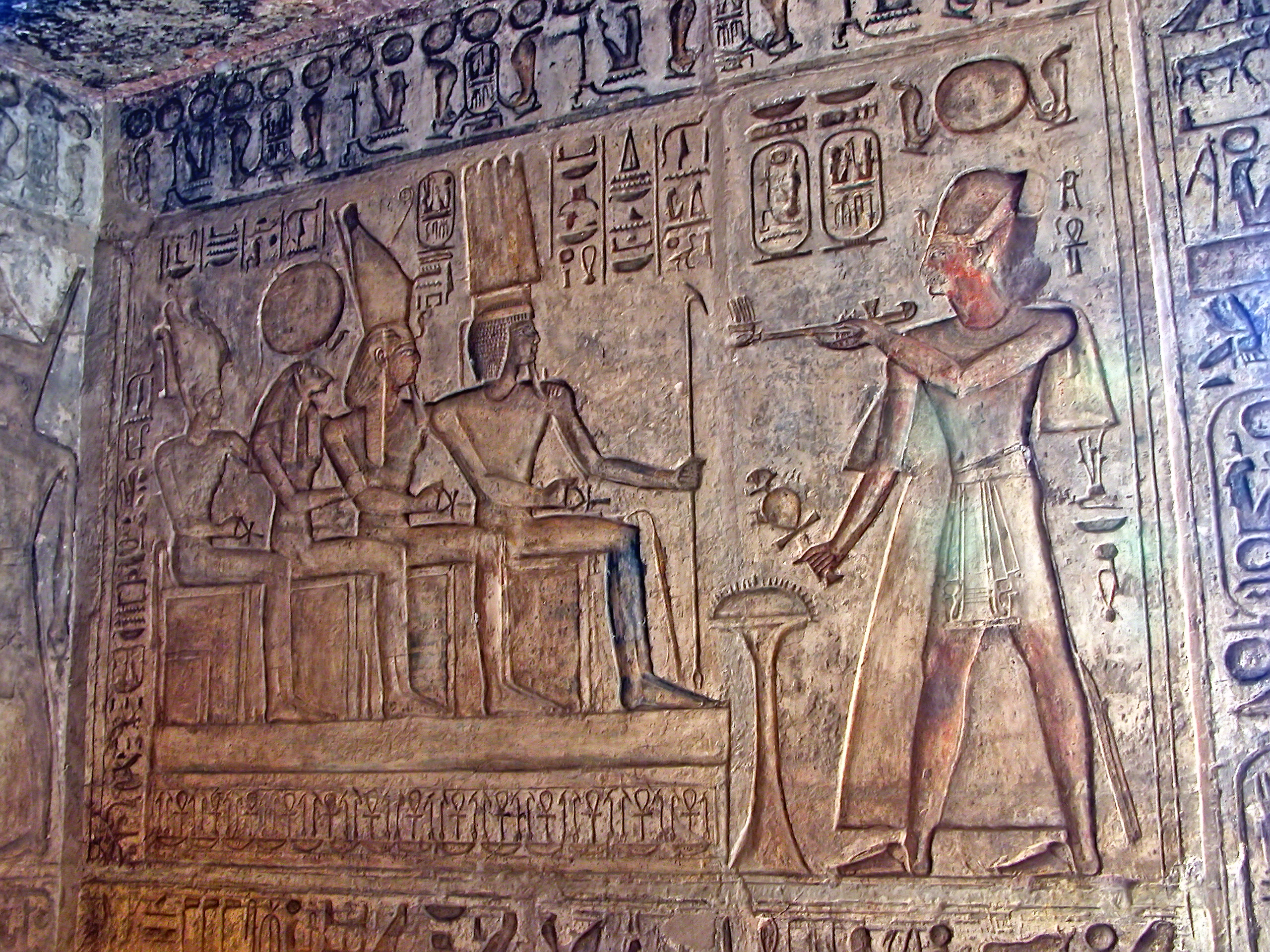
Onuris
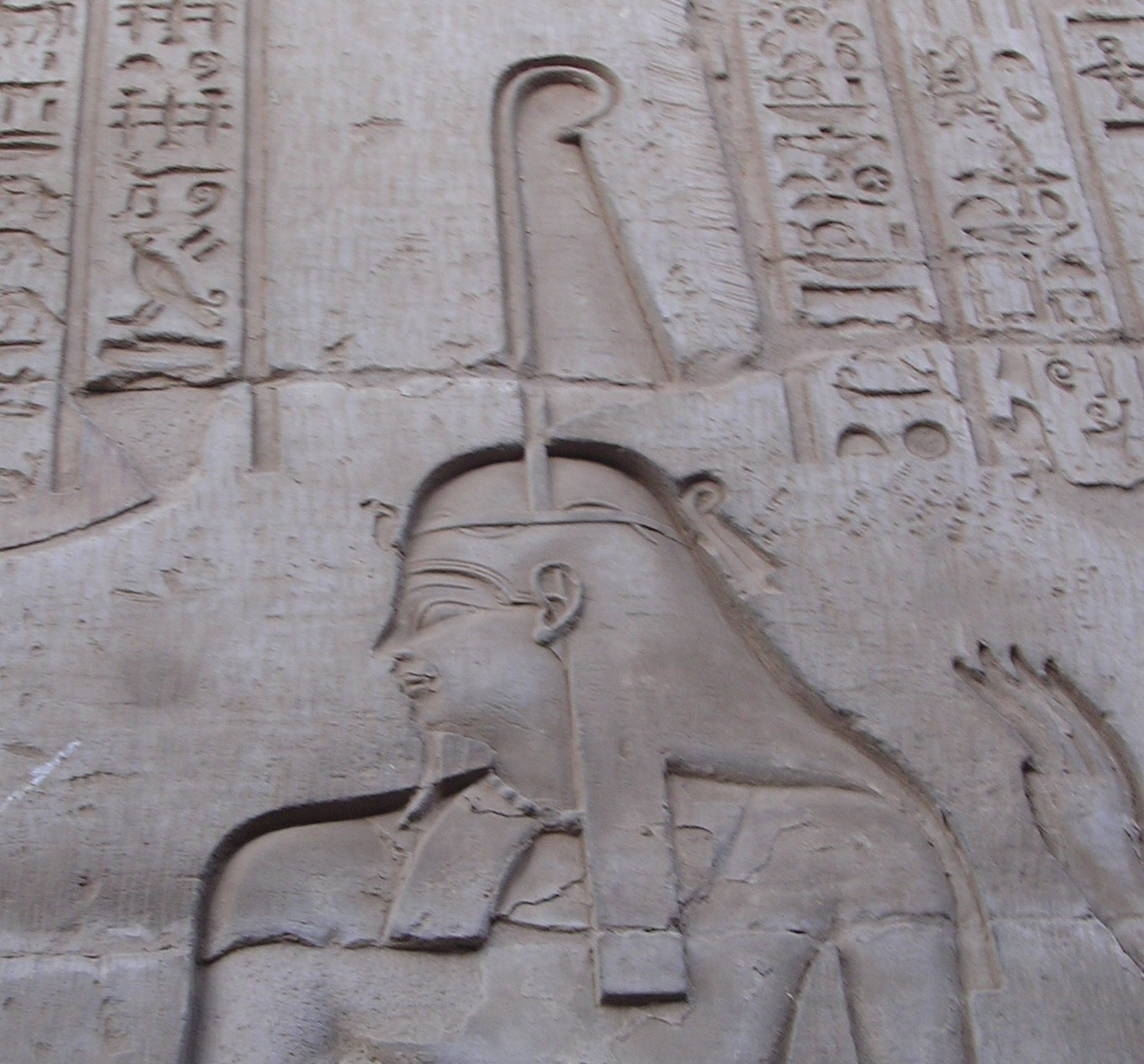
Shu
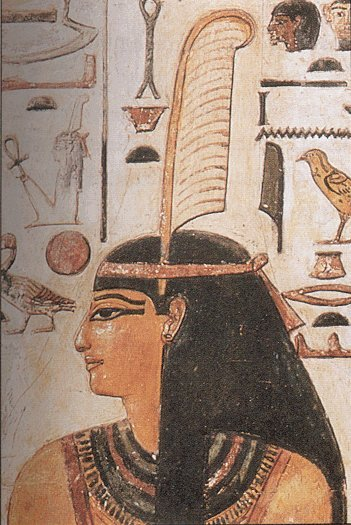
Maat
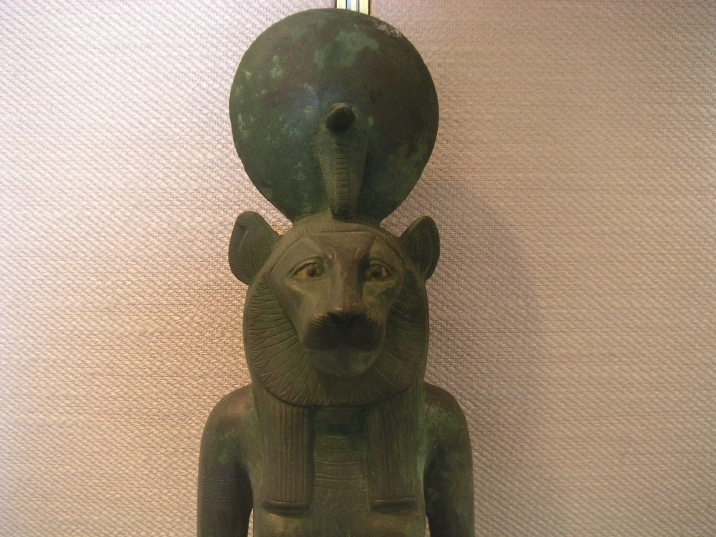
Sekhmet
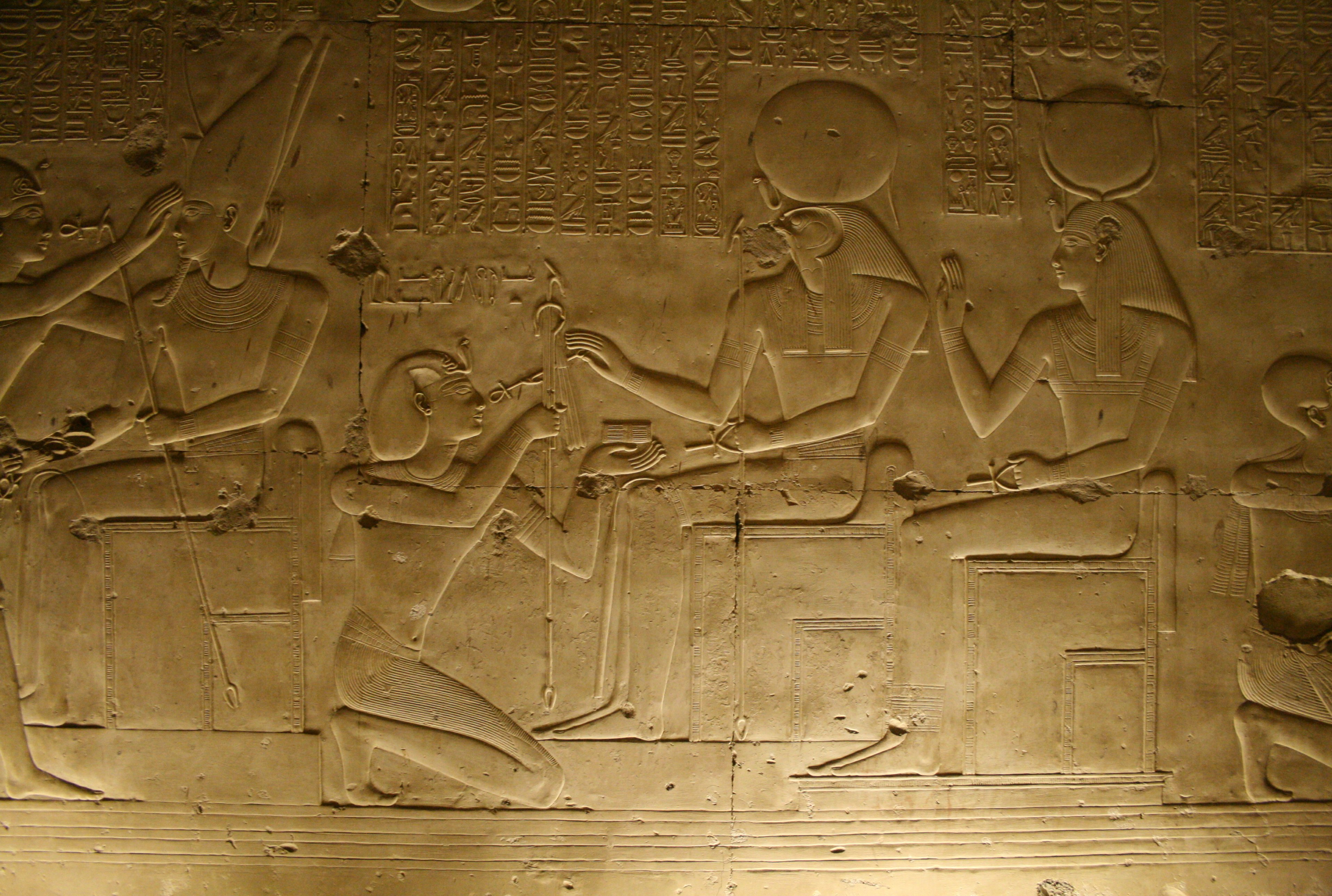
Ra-Harakhti
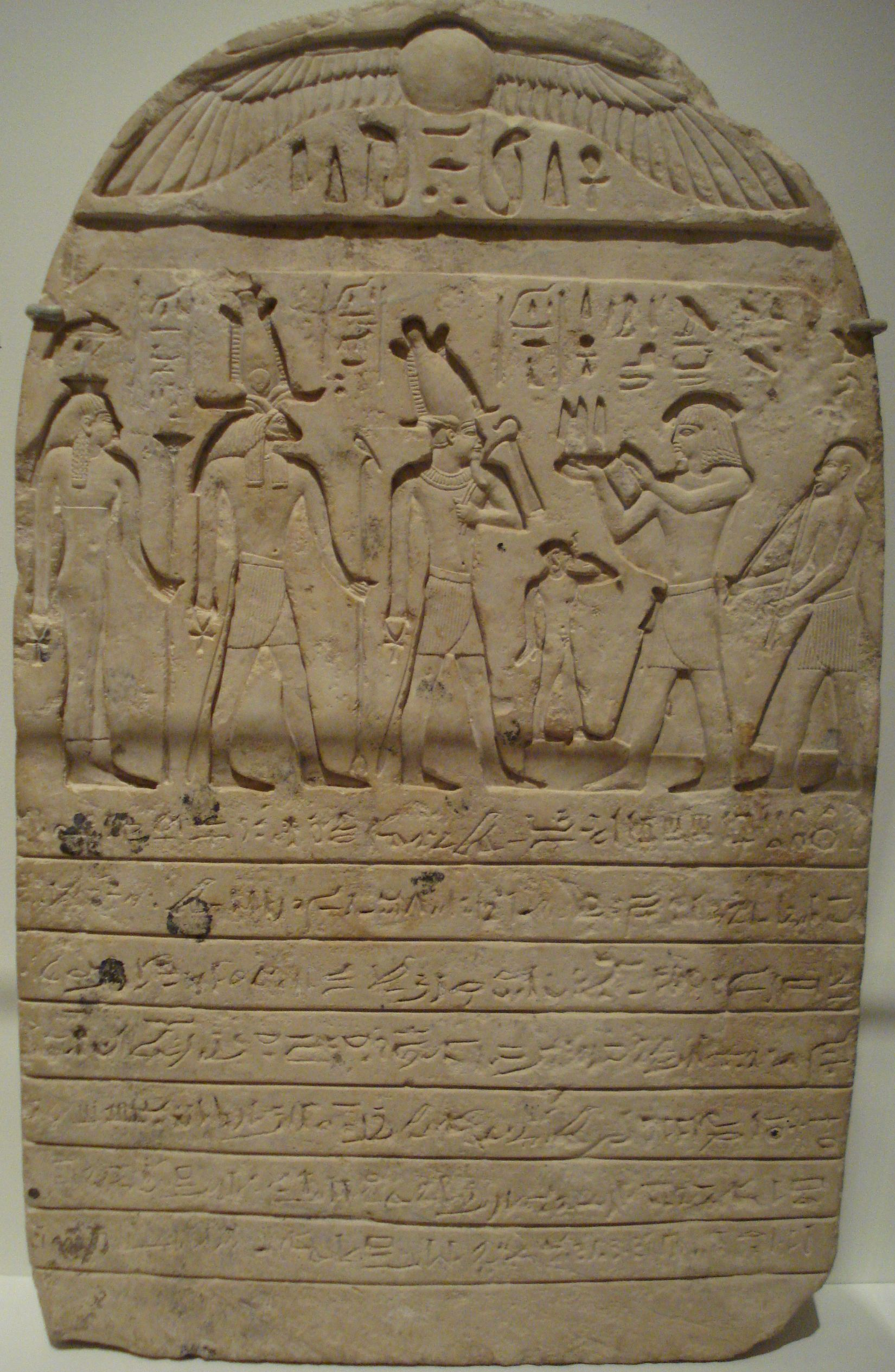
Hatmehit
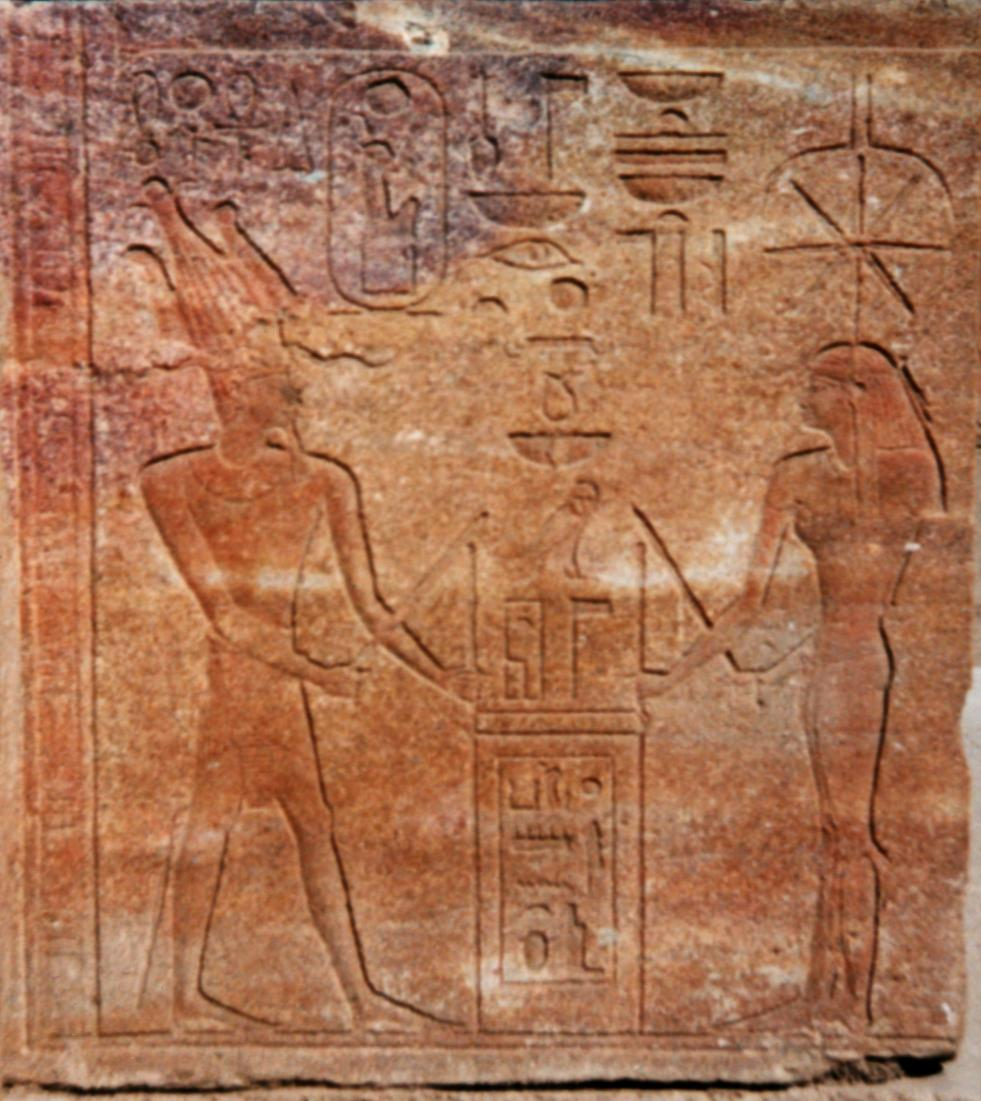
Seshat
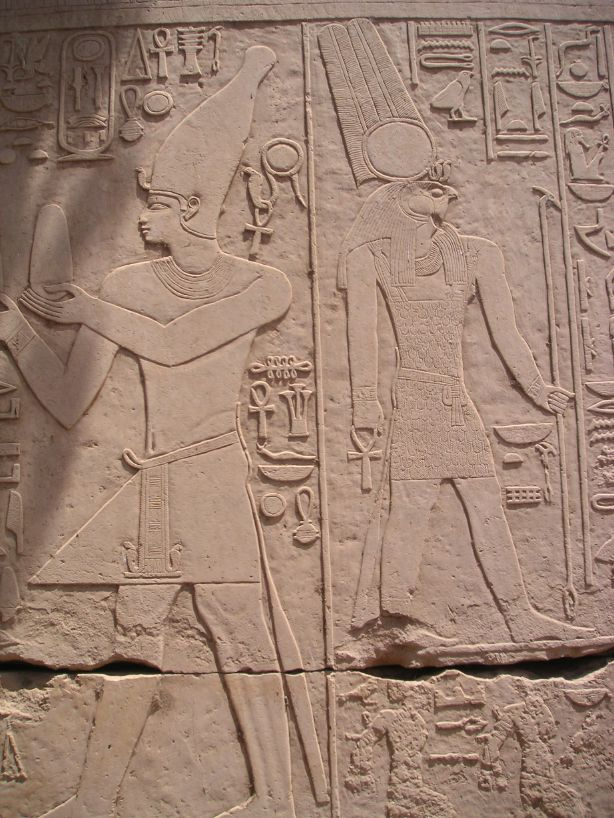
Montu
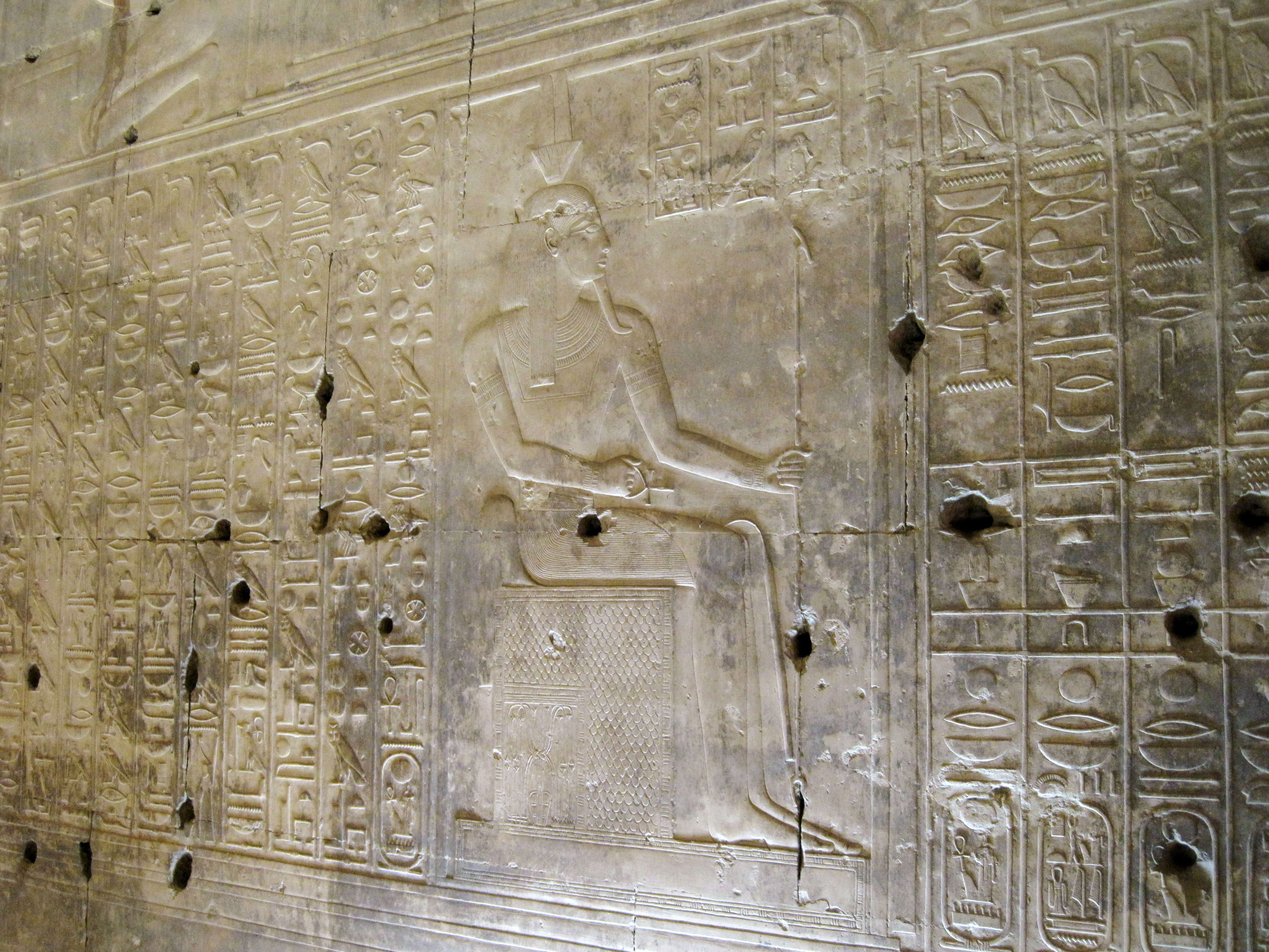
Nefertum